# Константинов, Роман Александрович
Рома́н Алекса́ндрович Константи́нов (род. 15 августа 1983, Белово, Кемеровская область) — российский тяжелоатлет, чемпион мира 2007 года, заслуженный мастер спорта России.
На Олимпийских играх 2008 года занял восьмое место, но затем в результате дисквалификаций соперников поднялся на пятое. При этом за год до Олимпийских игр на чемпионате мира в Таиланде Роман опередил будущих призёров Олимпийских игр.

## Спортивная карьера

### Результаты выступлений
| Год  | Соревнование     | Место проведения | Весовая категория | Рывок  | Толчок | Сумма двоеборья | Место |
| 2005 | Чемпионат мира   | Доха             | до 94 кг          | 170 кг | 210 кг | 380 кг          | 7     |
| 2006 | Чемпионат России | Невинномысск     | до 94 кг          | 180 кг | 218 кг | 398 кг          | 1     |
| 2006 | Чемпионат мира   | Санто-Доминго    | до 94 кг          | 177 кг | 215 кг | 392 кг          | 3     |
| 2007 | Чемпионат Европы | Страсбург        | до 94 кг          | 176 кг | 217 кг | 393 кг          | 2     |
| 2007 | Чемпионат мира   | Чиангмай         | до 94 кг          | 177 кг | 220 кг | 397 кг          | 1     |
| 2008 | Олимпийские игры | Пекин            | до 94 кг          | 175 кг | 212 кг | 387 кг          | 5     |
| 2009 | Чемпионат Европы | Бухарест         | до 105 кг         | 183 кг | 215 кг | 398 кг          | 4     |
| 2009 | Чемпионат России | Нальчик          | до 105 кг         | 185 кг | 220 кг | 405 кг          | 3     |
| 2009 | Чемпионат мира   | Коян             | до 105 кг         | 180 кг | 220 кг | 400 кг          | 3     |
| 2013 | Чемпионат России | Казань           | до 105 кг         | 175 кг | —      | —               | —     |
| 2014 | Чемпионат России | Грозный          | до 105 кг         | 177 кг | 210 кг | 387 кг          | 6     |